# Irvin del Río
Irvin del Río Castro (nacido en Remedios, Cuba, el 15 de junio de 1990) es un lanzador de béisbol profesional, que jugó para los Leones del Caracas en la Liga Venezolana de Béisbol Profesional (LVBP) en la temporada 2016-2017.